# Río Turia
El Turia, llamado Guadalaviar en su primer tramo hasta unirse con el Alfambra, es un río de 286 km de longitud, que discurre por el este de la península ibérica. Nace en la Muela de San Juan, término municipal de Guadalaviar, en el entorno de los Montes Universales, Sierra de Albarracín (Teruel) y desemboca en el mar Mediterráneo, después de atravesar la ciudad de Valencia. 

## Nombre
El nombre en latín Tūria (también testimoniado como Tyrius) ha sido especulativamente conectado con la raíz céltica *dubr-, "río"; el nombre del río tendría así una raíz compartida con el nombre del Duero. Ya en la antigüedad el río recibía el nombre de Tūria, según atestiguan autores como Cayo Salustio Crispo, Plinio el Viejo, Pomponio Mela y Claudio Ptolomeo.
Quizá el nombre sea de origen íbero, quizás fuera conocido en época prerromana como Tirio, tomando el nombre de la urbe íbera Tiris, cercana a su desembocadura, pero no se ha localizado hasta la fecha el accidente geográfico al que alude este topónimo. Rufo Festo Avieno, un poeta latino del siglo IV d. C., escribe:

"...Y no lejos de la separación de este río, el río Tirio rodea la ciudadela de Tiris..."
Rufo Festo Avieno, Ora maritima.

El nombre de Guadalaviar (al wādī al-ʾAbyaḍ 'río blanco') lo ha tenido desde el siglo X, y así se conoce actualmente su primer tramo hasta la confluencia con el río Alfambra (الحمراء al-Ḥamrāʾ  'la roja') en la ciudad de Teruel; a partir de esta ciudad, las aguas del río cambian de color, teñidas por las aguas rojas del Alfambra.

## Topografía del río

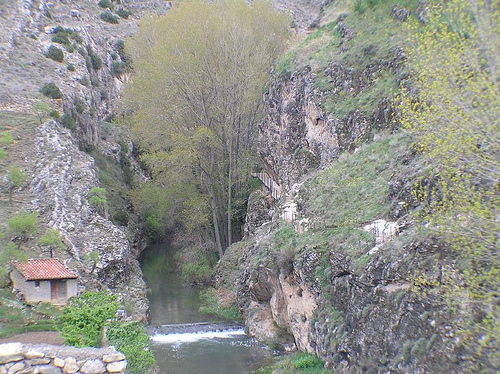
El Turia, en la sierra de Albarracín (Teruel), donde se le conoce como río Guadalaviar

Este es un característico río mediterráneo, con grandes diferencias de caudal en las distintas épocas del año. Los aportes hídricos se producen principalmente por torrentes y barrancos originados por los deshielos en la zona de su nacimiento y por las fuertes tormentas que se producen en su cuenca hidrográfica.
Debido a sus peculiaridades, tanto por sus diferenciados aspectos orográficos como a sus diferencias de caudales hidráulicos, se diferencian varias zonas o tramos.

### Desde su nacimiento hasta la provincia de Valencia

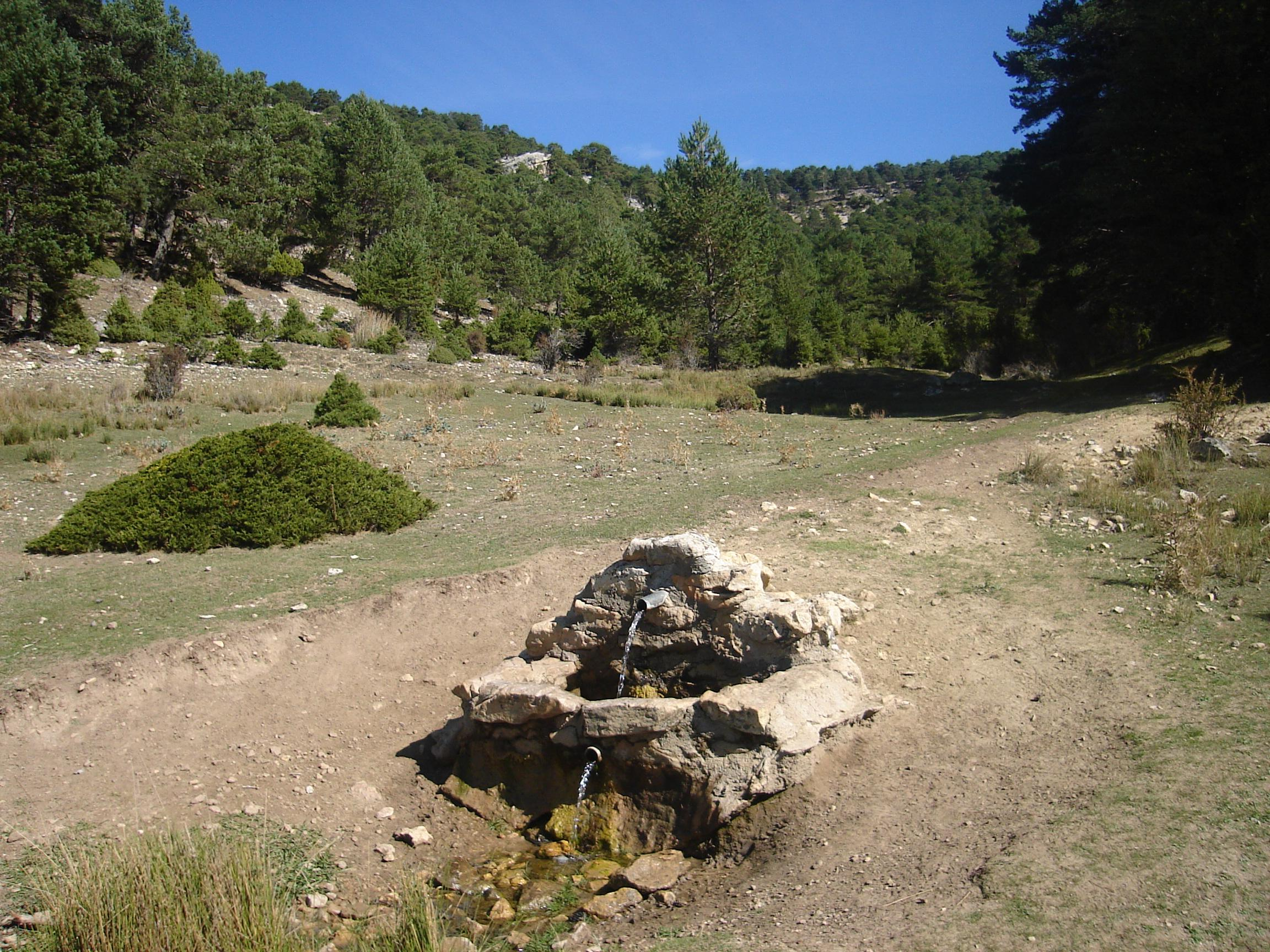
Nacimiento

El Guadalaviar recoge primero los aportes de las torrenteras y barrancos de las sierras del Tremedal y del Jabalón. En Tramacastilla recoge las aguas del río Garganta.
Hasta la localidad de Gea de Albarracín, el río conserva una temperatura y pureza de aguas ideales para la cría de la trucha autóctona.
En la misma capital de Teruel, recibe las aguas del río Alfambra, siendo este unos de sus principales afluentes, a pesar de que en épocas de estío disminuye considerablemente sus aportes. Hasta este punto se le denomina Guadalaviar, y a partir de aquí recibe el nombre de Turia.
En Villel recoge las aguas del río Camarena. Y, ya en el Rincón de Ademuz, en la provincia de Valencia, tiene como afluentes los ríos Eva, Ebrón y Bohígues. 
Abandona el Rincón de Ademuz para entrar en Santa Cruz de Moya, en la provincia de Cuenca, donde se encuentra con las aguas salinas del río Arcos.
Poco más allá de su paso por Las Rinconadas, su cauce transcurre bajo un majestuoso puente construido a mitad del siglo XX, tras el cual entra de nuevo en la provincia de Valencia.

### Transcurso por las comarcas del alto Turia
En estas comarcas, lo agreste del terreno impide el aprovechamiento de sus aguas. El río discurre encajonado, por lo que su cauce llega a ser de difícil acceso. Atraviesa, frecuentemente encañonado, los siguientes términos municipales: Aras de los Olmos, Titaguas, Tuéjar, Benagéber, Chelva, Calles, Domeño, Loriguilla y Chulilla.
Después, mediante el Canal Campo de Turia, comienza una zona de mayor aprovechamiento del río para el riego, atravesando los municipios de Liria, Casinos y Bétera.
Más abajo se encuentra con otros dos afluentes: el Sot y el Tuéjar. Llegado a Gestalgar su valle comienza a ensancharse. Pasa por Bugarra, donde forma una playa fluvial. Y, a partir de Pedralba, se extiende formando un parque natural hasta la desembocadura.

### Parque natural del Turia en la huerta valenciana

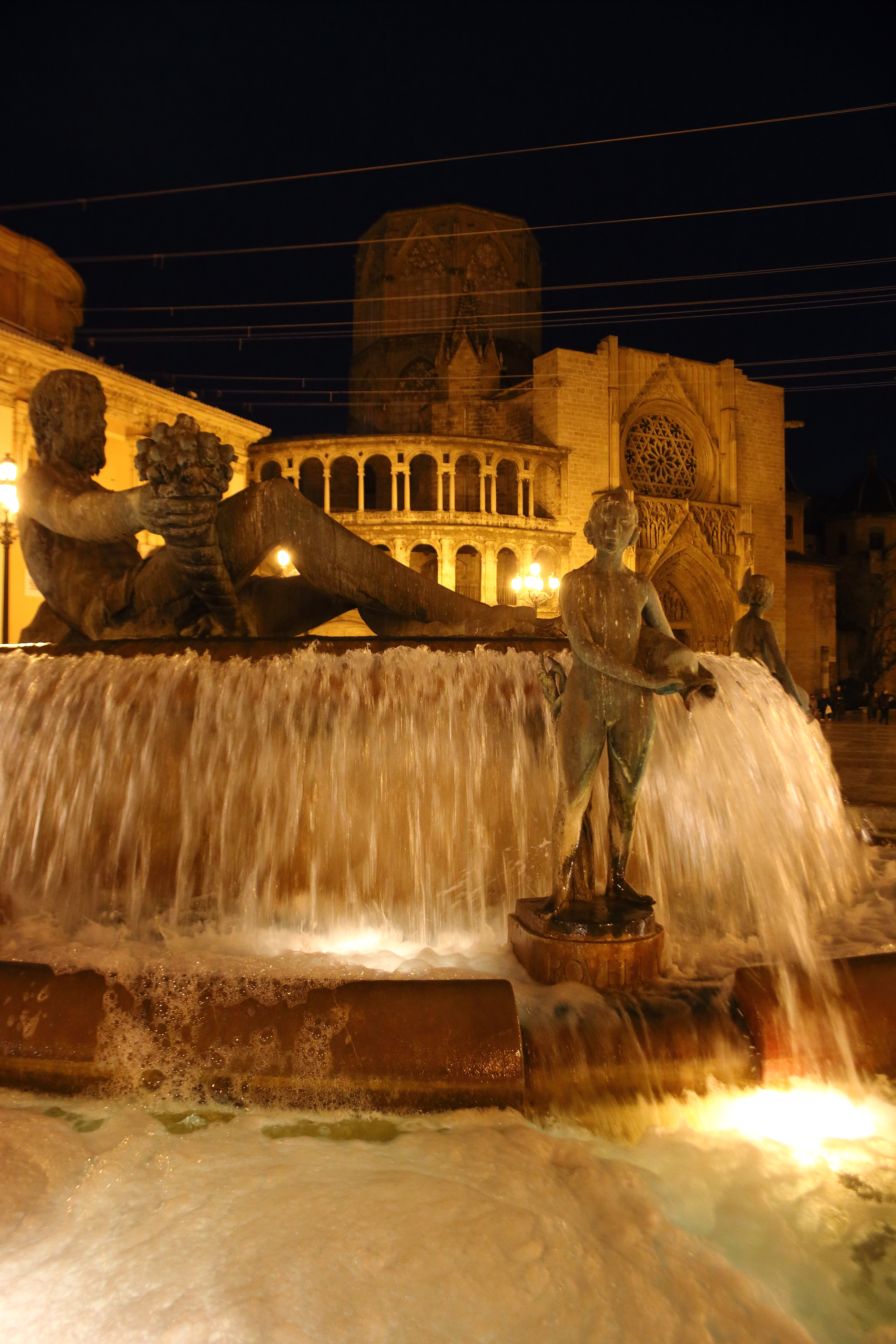
Monumento representando al genius loci del río Turia inaugurado en la ciudad de Valencia en 1984

A partir de aquí hay más de 12 000 hectáreas regadas con sus aguas, en las comarcas del Campo de Turia y Huerta de Valencia.
Fueron desarrollados una serie de proyectos sobre esta zona, tanto urbanísticos como de protección del entorno, creándose así el Parque natural del Turia, uno de los más grandes parques naturales urbanos de España.
Este parque natural abarca dieciséis términos municipales por donde pasa el río Turia: Pedralba, Mislata, Chirivella, Cuart de Poblet, Manises, Paterna, Ribarroja del Turia, La Eliana, Puebla de Vallbona, San Antonio de Benagéber, Benaguacil, Liria, Villamarchante y Cheste, hasta llegar por último a la ciudad de Valencia, donde desemboca en el mar.

### Su desembocadura en Valencia capital

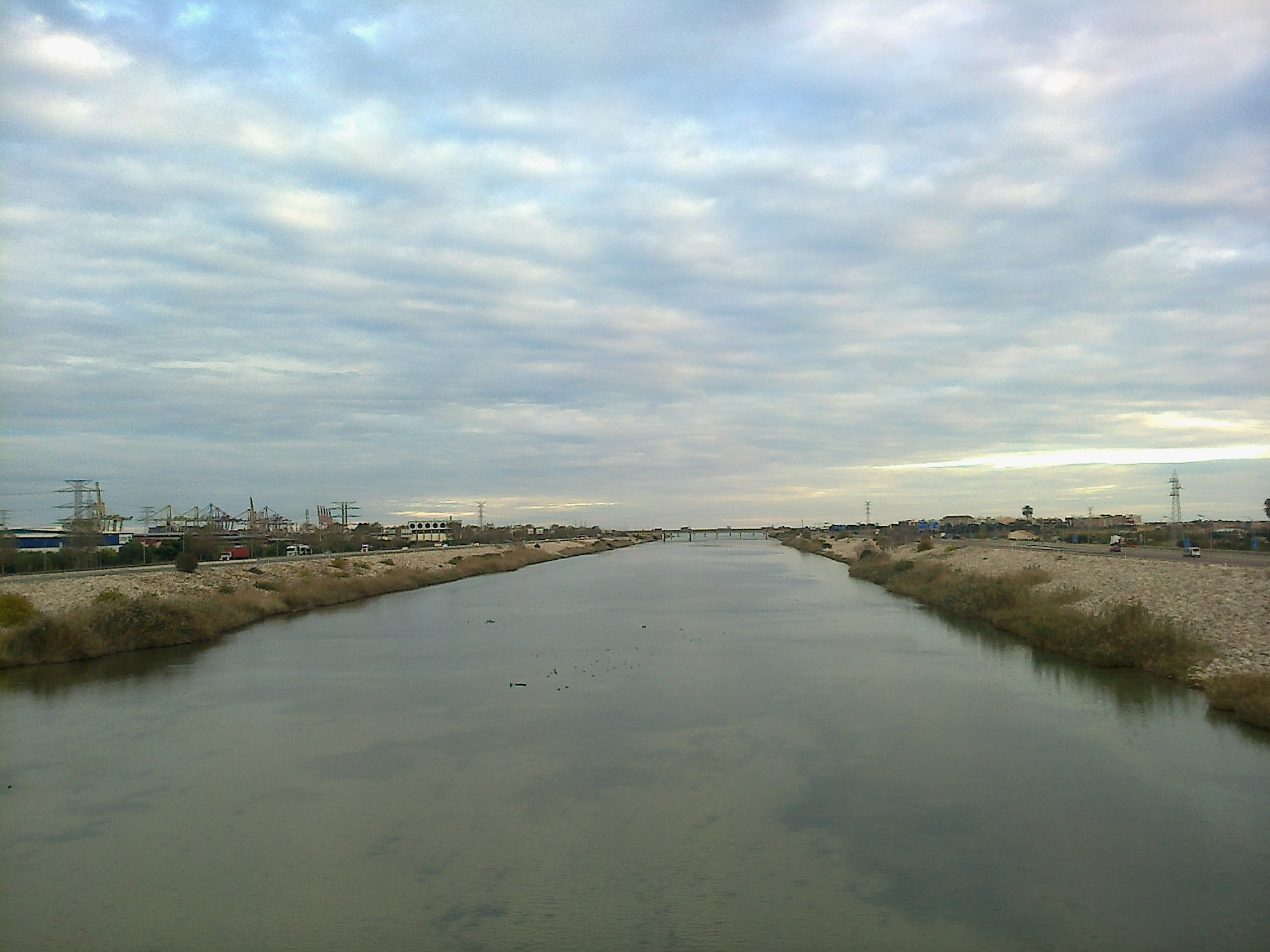
El Nuevo Cauce a la altura de Castellar-Oliveral

Son famosas las crecidas del río. Y es especialmente recordada la del 14 de octubre de 1957, conocida como la Gran riada de Valencia, que, con un caudal de 3700 m³/s, inundó gran parte de la ciudad de Valencia, produciendo un gran caos y una terrible catástrofe. 
Hechos como este provocaron que se idease un proyecto para desviar el cauce del Turia, y así evitar posteriores inundaciones. Asimismo se procuraba en generar nuevas infraestructuras para el crecimiento de la ciudad. Este proyecto se materializó con la construcción de un nuevo cauce, desviado por el sur de la ciudad, que es conocido como Plan Sur (o Nuevo Cauce); este nuevo cauce está aparentemente seco, debido a que solo discurre caudal por él durante las crecidas. Los caudales ordinarios son utilizados para el regadío de la Vega de Valencia, a través de las acequias que se extienden a partir del azud del Repartiment.
El antiguo cauce del río, que pasa por el centro de la ciudad, se ha convertido en un parque urbano público conocido como Jardín del Turia, que alberga también zonas deportivas, salas de exposiciones y auditorios abiertos, así como la Ciudad de las Artes y de las Ciencias.
Zona lúdica del río Turia por su paso por Valencia

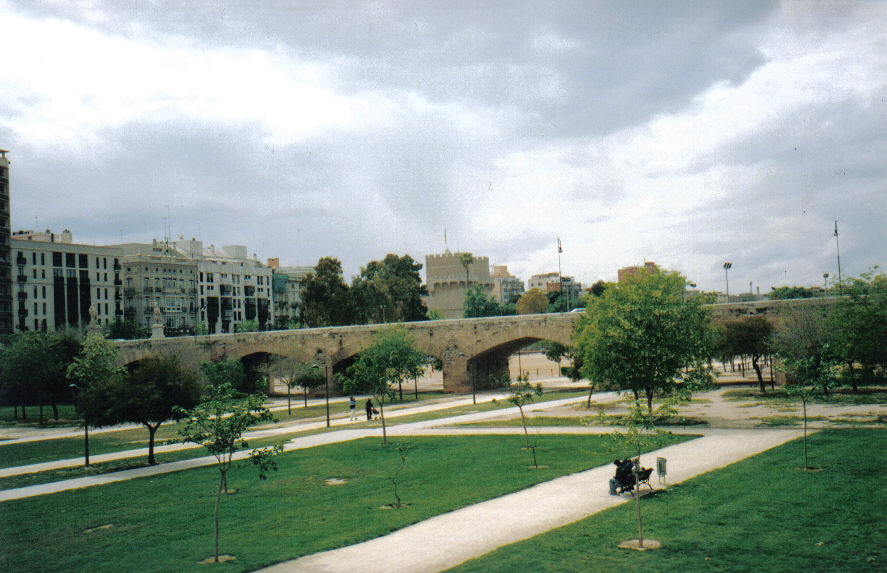
Campos de fútbol
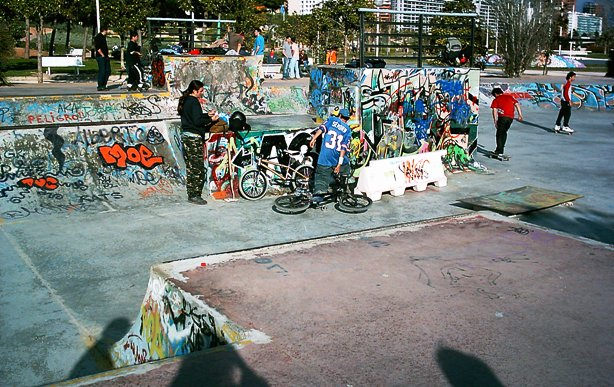
Zona de patinaje
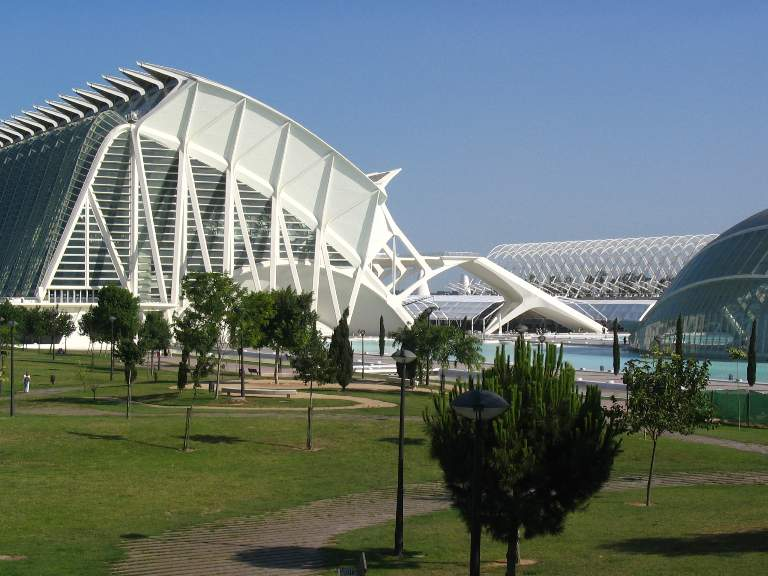
Ciutat de les Arts i les Ciències - El Museu
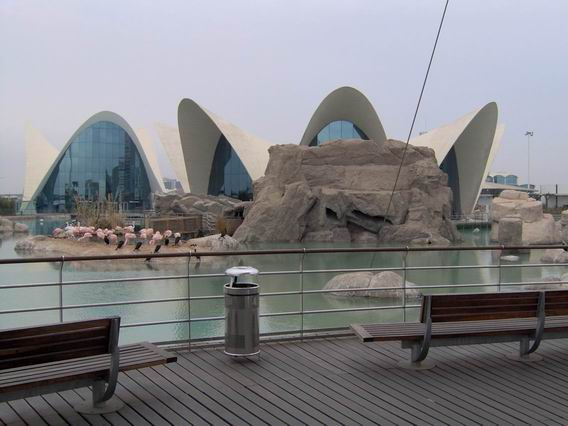
L'Oceanogràfic

## Datos hidrográficos e infraestructuras
Su régimen es mediterráneo y presenta un caudal escaso, con una media de 14 m³/s en Villamarchante, aguas arriba de Valencia.

## Embalses y presas
- Embalse del Arquillo de San Blas, de 21 hm³
- Presa de los Alcamines, (en construcción), de 16 hm³
- Embalse de Benagéber, de 221 hm³
- Embalse de Loriguilla, de 73 hm³